# Upback

Der Upback (PP) in der Puntformation

Der Upback, auch Personal Protector oder Punt Protector (PP), ist eine Position in den Special Teams beim American Football und Canadian Football. Die Aufgabe des Upbacks ist es, bei einem Punt den eigenen Punter vor den anstürmenden Gegnern zu schützen, die den Punt blocken wollen. Zudem gibt er die Anweisungen für das Blockschema. Der Upback ist zusätzlich dafür verantwortlich die Blocker auf dem Feld zu zählen um keine Unterzahlsituation herbeizuführen und übernimmt den Snap Count. Nach dem erfolgreichen Punt geht er in die Punt Coverage, attackiert also den gegnerischen Punt Returner. Da er verhältnismäßig weit hinten steht, ist er meist nicht einer der ersten beim Returner, sondern dient eher als Absicherung.
Der Upback steht häufig fünf Yards hinter der Line of Scrimmage, also zehn Yards vor dem Punter, in einer Linie mit einem der Guards. Er ist die letzte Verteidigungsreihe vor dem Punter. Häufig werden Runningbacks oder Safeties als Upback eingesetzt, da sie mobil genug sind um schnell die Seite zu wechseln und dabei auch noch gut blocken können. Bei Trickspielzügen fungiert der Upback oft als provisorischer Runningback, Wide Receiver oder Quarterback, der die fehlenden Yards für ein neues erstes Down erlaufen, erfangen bzw. erwerfen soll.